# Ochodaeus luridus
Ochodaeus luridus es una especie de coleóptero de la familia Ochodaeidae.

## Distribución geográfica
Habita en México.